# 츠지 시온
츠지 시온(辻 詩音 쓰지 시온[*], 1990년 1월 10일~)은 일본의 여성 싱어송라이터이다. 가나가와현 요코하마시 출신으로, 학력은 가나가와현립키리가오카 고등학교 중퇴이다. e-smart 소속이다. 아버지는 록 밴드 THE VODKA에서 활동했던 츠지 코지이다.
2008년에 데뷔해, 어쿠스틱 기타와 함께 노래하는 일관된 스타일을 가지고 있다.

## 음반

### 싱글
|     | 발매연도         | 제목                                                          |
| --- | ---------------- | ------------------------------------------------------------- |
| 1st | 2008년 11월 12일 | Candy kicks                                                   |
| 2nd | 2009년 2월 25일  | Sky chord 〜大人になる君へ〜 (Sky chord ~어른이 되는 너에게~) |
| 3rd | 2009년 8월 5일   | M/elody                                                       |
| 4th | 2009년 10월 28일 | ほしいもの (원하는 것)                                        |
| 5th | 2011년 3월 9일   | 愛がほしいよ (사랑을 원해요)                                  |

### 앨범
|     | 발매연도        | 제목   |
| --- | --------------- | ------ |
| 1st | 2010년 5월 19일 | Catch! |

## 출연
- 츠지 시온의 RADIO KICKS! (辻 詩音のRADIO KICKS!) (cross FM /FM NORTH WAVE, 매주 일요일 23:00~24:00, 2010년4월 4일~)
- 츠지 시온의 Catch the Radio (辻 詩音のCatch the Radio) (ZIP-FM, 매주 목요일 23:00~23:30, 2010년 4월 1일~)
- 츠지라지오(つじらじお) (Date FM, 매주 토요일 18:30~18:55, 2010년 4월 1일~)